# Chanah Milner
Chanah Milner, pseudoniem voor Wilhelmina Johanna de Winter, ook W.J. Molenaar-de Winter (Arnhem, 7 december 1911 - Amsterdam, 10 september 2000) was een Nederlandse zangeres en schrijfster. Zij was een dochter van Joodse ouders die tijdens de Tweede Wereldoorlog werden vermoord. Milner legde zich na de Tweede Wereldoorlog toe op het verzamelen van en het publiceren over het Joodse lied.

## Biografie
Milner werd geboren als dochter van de kleermaker Samuel de Winter en Sophia Francisca de Leeuw. Haar ouders werden tijdens de Tweede Wereldoorlog vanuit kamp Westerbork door de Duitsers naar het vernietigingskamp Sobibor getransporteerd en daar vermoord.
Na de Tweede Wereldoorlog legde Milner zich toe op het verzamelen van uitingen van Jiddische cultuur in Europa. Zij publiceerde vanaf 1960 meerdere bundels met Jiddische en Hebreeuwse muziek. In 1960 verscheen Het Jiddische hart zingt". Daarnaast publiceerde zij in 1963 als eerbetoon aan haar in Sobibor vermoorde ouders "Met bloed en niet met inkt is dit geschreven", een bundel liederen uit de ghetto's en concentratiekampen. Hierbij werkte ze samen met Wim Gijsen en de ontwerper Kees Nieuwenhuijzen. In 1967 verscheen van haar hand Joden uit Jemen.
Milner was tweemaal gehuwd. Haar zoon uit haar eerste huwelijk, Han de Vries, werd hoboïst bij het Koninklijk Concertgebouworkest in Amsterdam.